# Flamenco

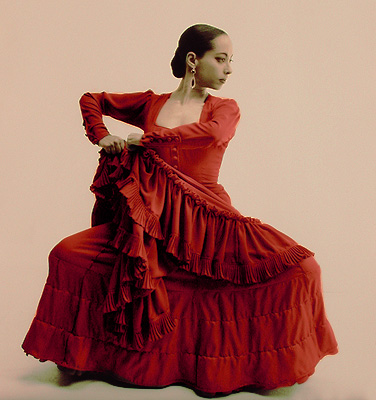
Flamencodansösen Belén Maya, foto av Gilles Larrain i hans studio, 2001

Flamenco är en spansk konstform med sång, musik och dans, vars ursprung är okänt. Musikaliskt inflytande visar att de kommer från många olika håll, exempelvis Indien, Persien, Marocko, Egypten, Grekland och flera andra länder, ofta längs med Medelhavets stränder. Flamenco förknippas oftast med de spanska romerna.

## Utformning
Det finns olika sorters flamenco, till exempel fandango, soleares, zapateado och alegrías.
Sångerna, vilka oftast visar starka känslor, framförs med musik som handklapp, gitarrer och cajon. Det finns även vissa sånger som är helt a cappella. Till musiken framförs även en mycket komplicerad dans. Dansaren visar i sin dans med rörelser och kroppshållning de känslor som är i sången. Skoklackar och fotsulor används som rytmikinstrument och skorna har spikar i hälen och under tårna. 
Flamencon har utvecklats och innehåller tre grundelement: el cante - sången, el toque - gitarrspelet samt el baile - dansen. Ursprunget kommer från musiken som förr i tiden var oackompanjenrad sång. Så småningom kom gitarren och dansen, inspirerad av musiken. 
El cante-flamenco är egentligen inte en musikstil utan flera. 

## Utveckling
Romerna kom till Andalusien under 1400-talet. Andalusien var vid den tiden en kulturell plats där olika kulturer mötte varandra där fanns det morisk, persisk, bysantinsk och judisk musik. Det är rimligt att anta att den musiken plockades upp av romerna. Hur romerna sedan bevarade och utvecklade sin sång under sekler då de var åsidosatta är okänt.
Från slutet av sjuttonhundratalet finns de första nedskrivna zigenarsångerna. Uppenbarligen är det så att sången har utvecklats i ett brett område runt Guadalquivir från Sevilla till Cádiz där romernas antal var stort och där de blivit bofasta.